# 高本汉

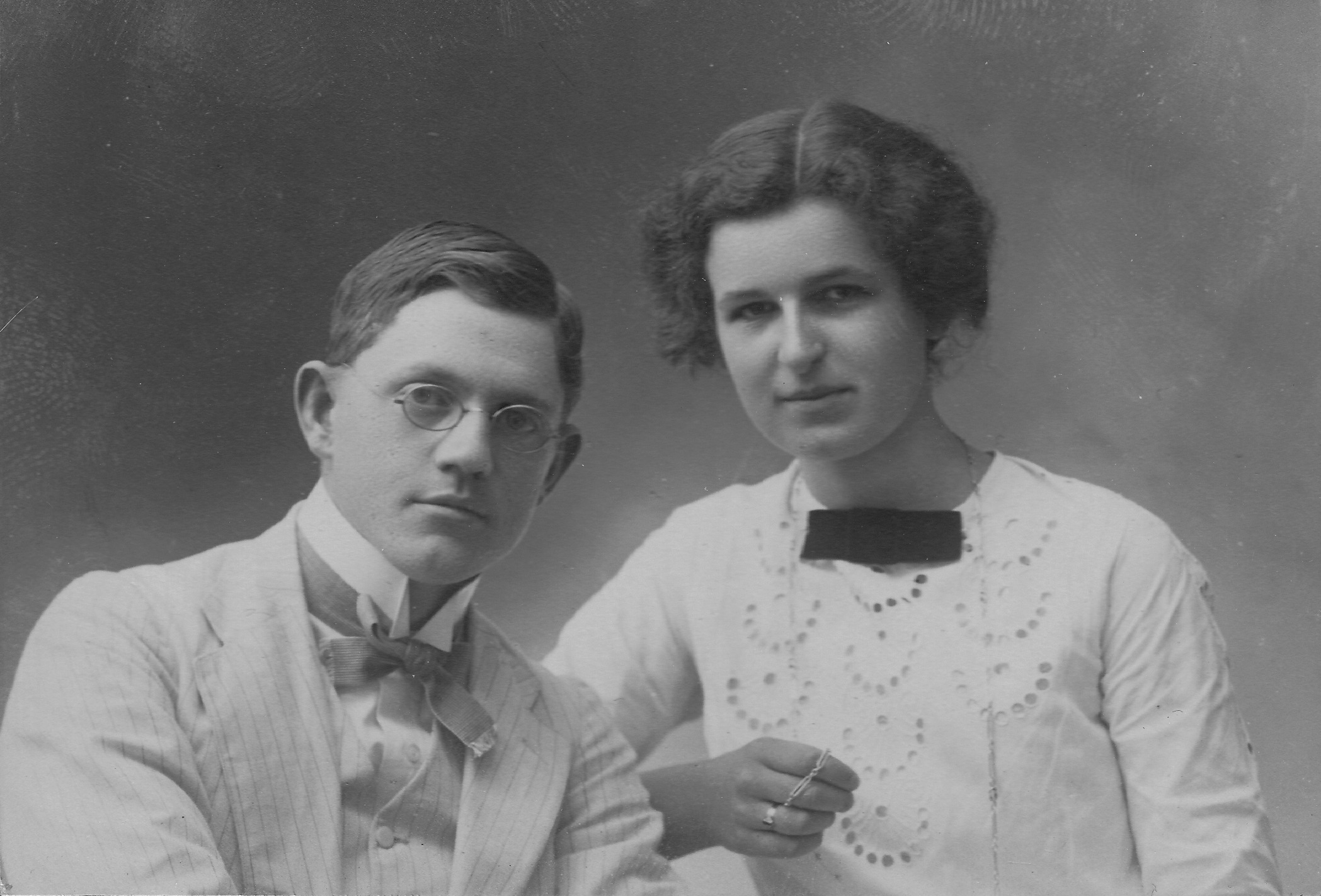
高本漢與其妻。

高本汉（瑞典語：Klas Bernhard Johannes Karlgren，1889年10月15日—1978年10月20日），生於瑞典延雪平，汉学家，语言学家，文字学家。研究而构拟中古汉语、上古汉语的语音系统。

## 生平
1889年10月15日，高本漢生於瑞典的延雪平。他的父親在當地的高中教拉丁語、希臘語。他自小便對瑞典的方言和傳說感興趣。十四歲時，基於倫德爾的體系寫了一篇關於瑞典達拉納省方言的學術文章，並於1908年發表。1907年，進入烏普薩拉大學學習，主修俄語，師從比較音韻學教授倫德爾，並立志將比較歷史音韻學的方法應用於當時還沒有人以此方法研究的中文上。1909年，畢業後由於瑞典內並沒有人教授中文，高本漢前往聖彼得堡，用兩個月的時間跟伊凤阁教授學習。1910年，高本漢到达太原，在山西大学堂教授法文、德文和英文。同时研究中文及將之分為24種方言的語音體系。
1912年1月，高本漢返回歐洲，在回到烏普薩拉之前，首先在倫敦逗留、繼而到巴黎居住。他在1915年於烏普薩拉撰寫博士論文，這篇論文是以法語寫成的，而他以後所寫的學術著作則大部分使用英語書寫。同年獲助理教授之職。1918年，到哥德堡大學遠東語言和文明系任教授。1927年，升任系主任。1928年，任中研院史語所通訊教授。1931年，任哥德堡大學校長。
1939年，高本漢接替考古學家安特生成為瑞典遠東古物博物館的館長，直至1959年為止。此公共博物館於1926年建立，收藏了安特生於1920年代在中國有關史前考古的發現，其後博物館亦收藏較後期以及亞洲其他地區的考古文物。高本漢與安特生多年來一直保持緊密的聯絡，並繼承安特生擔任博物館館刊編輯的工作，直至1970年代為止。高本漢首先在這年刊上刊登自己大部的重要著作，又或者以書籍的形式出版博物館的專題論文系列。
1946年，高本漢開始廣泛抨擊當時對古中國史料粗糙的編纂方法。在一篇評論漢代以前文學、題為《Legends and Cults in Ancient China》的文章中，他指出「大部分該等論著有一個共同問題，就是在處理史料上，奇缺嚴謹的方法」（…a common feature to most of these treatises is a curious lack of critical method in the handling of the material）。高本漢在文中更特地批評於重構中國古代歷史時毫無選擇性地採用不同年代的文獻的做法。

## 貢獻

### 對上古漢語及中古漢語的研究
高本漢是第一位使用歷史語言學這種歐洲治學方式研究中文的學者，他亦重構了中古漢語及上古漢語的語音。他認為最早期漢語的人稱代名詞會有變格的情況。另一方面，他亦提倡上古漢語有複輔音，並構擬出13組複輔音出來。

### 對日語來源的研究
高本漢在比照過部分漢字在日語中的訓讀、音讀（吳音）以及在粵語和中國官話中的讀音，提出有不少漢字的訓讀，其實是更早時期的漢語音讀。他所比較的漢字如下：
| 漢字 | 訓讀  | 吳音   | 粵語 | 北方官語 |
| ---- | ----- | ------ | ---- | -------- |
| 馬   | ウマ  | マ     | ma   | mă       |
| 梅   | ウメ  | マイ   | mui  | méi      |
| 絹   | キヌ  | ケン   | gyun | juàn     |
| 君   | キミ  | クン   | gwan | jūn      |
| 錢   | ゼニ  | ゼン   | chin | qián     |
| 蟬   | セミ  | ゼン   | sim  | chán     |
| 竹   | タケ  | チク   | juk  | zhú      |
| 剝   | ハ-グ | ホク   | mok  | bō       |
| 文   | フミ  | モン   | man  | wén      |
| 麥   | ムギ  | ミャク | mak  | mài      |

此外，也有一些漢字是採用了意義相近的漢字，例如：「国（くに）」的讀音來自「郡（グン）」，而「紙（かみ）」的讀音來自「簡（カン）」。

## 主要著作
- 《中国音韵学研究》（Études sur la phonologie chinoise），赵元任、羅常培、李方桂合译。
- 《中国上古汉语音韵纲要》
- Ordet och Pennan i Mittens Rike, 1918, adapted as Sound and Symbol in Chinese. Oxford 1923. Nachdruck: Global Language Press, Toronto 2007, ISBN 978-0-9738-9240-6.
- The Reconstruction of Ancient Chinese. T'oung Pao, vol. 21, S. 1–42, 1922
- Analytic Dictionary of Chinese and Sino-Japanese. 1923.
- 《中国语与中国文》，张世禄译，商务印书馆，1933年；Sound and Symbol in China, Oxford Press, 1923.
- 《中國語言學研究》，賀昌群譯，商務印書館，1934年；Philology and Ancient China. Oslo u. a. 1926 (Digitalisat)
- The Authenticity of Ancient Chinese Texts. in: Bulletin of the Museum of Far Eastern Antiquities, 1929.
- The Early History of the Chou Li and Tso Chuan Texts in: Bulletin of the Museum of Far Eastern Antiquities, 1931.
- 《汉语词类》，張世祿譯，商務印書館，1935年；Word Families in Chinese in: Bulletin of the Museum of Far Eastern Antiquities, 1933.
- New Studies on Chinese Bronzes in: Bulletin of the Museum of Far Eastern Antiquities, 1937.
- Grammata Serica, Script and Phonetics in Chinese and Sino-Japanese in: The Bulletin of the Museum of Far Eastern Antiquities, Stockholm, 1940.
- Huai and Han. in: The Bulletin of the Museum of Far Eastern Antiquities, Stockholm, 1941.
- Glosses on the Kuo Feng Odes. in: The Bulletin of the Museum of Far Eastern Antiquities, Stockholm, 1942.
- Glosses on the Siao Ya Odes. in: The Bulletin of the Museum of Far Eastern Antiquities, Stockholm, 1944.
- Glosses on the Ta Ya and Sung Odes. in: The Bulletin of the Museum of Far Eastern Antiquities, Stockholm, 1946.
- Legends and Cults in Ancient China. in: The Bulletin of the Museum of Far Eastern Antiquities, Stockholm, 1946.
- The Book of Documents. in: The Bulletin of the Museum of Far Eastern Antiquities, Stockholm, 1950.
- Compendium of Phonetics in Ancient and Archaic Chinese. in: The Bulletin of the Museum of Far Eastern Antiquities, Stockholm, 1954.
- Grammata Serica Recensa. in: The Bulletin of the Museum of Far Eastern Antiquities, Stockholm, 1957
- Glosses on the Tso Chuan. in: The Bulletin of the Museum of Far Eastern Antiquities, Stockholm, 1969.

## 腳註
1. ↑  马悦然. . 长春: 吉林出版集团有限责任公司. 2009年: 第72页. ISBN 7807628952.
2. ↑  马悦然（2009年）

## 外部連結
- 高本汉（德国国家图书馆目录相关文献）